# NCCK 인권상
NCCK 인권상은 1987년부터 세계인권선언일(12월 10일)에 즈음해 인권주간 공동예배를 하고 인권에 기여한 개인이나 단체에 대하여 한국기독교교회협의회가 시상하는 상이다. 한국기독교교회협의회가 공식 약칭을 바꾸기 전에는 KNCC 인권상으로도 불렸다.

## 역대 수상자

### KNCC 인권상
| 연도          | 수상자                                                       | 수상사유 |
| ------------- | ------------------------------------------------------------ | --- |
| 1987년 (1회)  | 오연상 의사                                                  | 박종철군 물 고문사건 진상규명 |
| 1988년 (2회)  | 이명식                                                       | |
| 1989년 (3회)  | 북미주인권연합                                               | |
| 1990년 (4회)  | 윤석양                                                       | 보안사 민간인 사찰 폭로 |
| 1991년 (5회)  | 강경대 유가족                                                | |
| 1992년 (6회)  | 한준수 군수                                                  | |
| 1993년 (7회)  | 주한미군의 윤금이씨 살해사건 공동대책위원회                  | 주한미군의 범죄를 드러내고 주한미군을 한국 최초로 법정에 세움 |
| 1994년 (8회)  | 이효재, 윤종옥 (한국정신대문제대책협의회)                    | |
| 1995년 (9회)  | 성남외국인노동자의집·장애우권익문제연구소                    | 장애우들의 사회완전참여와 평등한 삶의 실현을 위해 노력 |
| 1996년 (10회) | 고(故) 나카지마 목사 · 민주사회를 위한 변호사 모임           | |
| 1997년 (11회) | 서준식 (인권운동사랑방)                                      | |
| 1998년 (12회) | 전국민족민주유가족협의회                                     | |
| 1999년 (13회) | 노근리 양민학살 피해자 대책위원회                            | |
| 2000년 (14회) | ‘매향리 미공군 국제폭격장 철폐를 위한 주민대책위’            | 매향리 공군폭격장 문제를 국내외적으로 여론화해 불공정한 주한미군지위협정(SOFA)으로 인권침해를 받고 있는 모든 이들에게 희망을 줌                                                                                              |
| 2001년 (15회) | 중국조선족 한국초청사기피해자협회                            | 1997년만 해도 1만 7천여 건에 달한 동포초청사기사건 피해자들의 고통과 아픔을 해결 |
| 2002년 (16회) | 미군장갑차 고 신효순, 심미선 여중생살인사건 범국민대책위원회 | |
| 2003년 (17회) | 장애인편의시설촉진시민연대                                   | |
| 2004년 (18회) | 삼청교육대인권운동연합                                       | 삼청교육대 피해자의 인권을 위해 투쟁하고, 삼청교육피해자의 명예회복 및 보상에 관한 법률 제정에 공헌 |
| 2005년 (19회) | 우토로국제대책회의                                           | 우토로 지역 주민들을 위한 모금 및 활동 진행 |
| 2006년 (20회) | 아름다운재단 공익변호사 그룹 ‘공감’                          | 인권 관련법 등의 제·개정 활동과 장애인 관련 기관에서의 인권보장 규정 작업,장애인 및 소수자의 인권 옹호를 위한 손해배상 소송을 진행해 왔다. 특히 시각장애인 지하철 추락 사건과 장애아동 보험가입 거부에 대한 손배 소송을 진행 |

### NCCK 인권상
| 연도          | 수상자                                                                       | 수상사유 |
| ------------- | ---------------------------------------------------------------------------- | --- |
| 2007년 (21회) | 고난받는 이들과 함께하는 모임 (고난함께) 특별상 : 버마행동·국민민주연맹(NLD) | 20년 가까이 인권 소외지대에 놓인 비전향 장기수와 양심수를 꾸준히 섬겨옴 특별상: 2007년 버마민중항쟁이 한국교회의 주요 이슈이자 사업이므로                                                                |
| 2008년 (22회) | 이랜드 일반노동조합                                                          | 이랜드 일반노조가 500일 이상 파업투쟁을 통해 인권의 영역이 사회권으로 확장돼야 함을 보여줬고 비정규직 문제의 해법을 제시해 우리 사회의 건강성을 회복할 수 있는 길을 제시                                 |
| 2009년 (23회) | 박래군 용산참사 범국민대책위원회 공동집행위원장                              | |
| 2010년 (24회) | 금속노조 기륭분회                                                            | |
| 2011년 (25회) | 박지웅 지영준 신성수 이환범 한창완 전 법무관                                 | 2008년 국방부가 23권의 도서를 불온서적으로 지정하자 헌법소원을 냈다가 파면·감봉 등의 중징계 |
| 2012년 (26회) | 쌍용자동차 노동조합                                                          | |
| 2013년 (27회) | 표창원(전 경찰대 교수)                                                       | 민주주의의 소중한 가치인 국민 참정권 회복을 위해 국정원 선거개입 의혹을 제기했고 이 과정에서 권력의 전방위적 압박에도 불구하고 경찰대 교수를 사임하면서까지 이를 널리 알리는 데 노력했기에 수상자로 선정 |
| 2014년 (28회) | 임태훈(군인권센터 소장)                                                      | 4월 육군 28사단 윤 모 일병 폭행사망 사건을 최초로 폭로 |
| 2016년 (30회) | 최승호 (당시 뉴스타파 PD, 감독)                                              | 영화 자백 제작 |
| 2017년 (31회) | 민주노총 강원영동지역 삼표지부 (삼표시멘트 노동조합)                         | 구 동양시멘트 투쟁 승리로 비정규직 노동자 38명이 모두 정규직으로 복직해 모든 비정규직 노동자에게 희망이 되었기 때문                                                                                      |

## NCCK 대구인권위원회
- 2009년 제5회 인권상 수상자로 금융 피해자 인권모임 ‘좋은 모임회’ 김정학(55·왼쪽) 부회장과 ‘용산철거세입자 살인진압 대구경북대책위원회’ 최병우(40·오른쪽) 집행위원장[13]

## 같이 보기
- 한국기독교교회협의회

틀:한국기독교교회협의회